# Carlo Severini
Carlo Severini (Arcevia, Ancona, 10 de março de 1872 – Pésaro, 11 de maio de 1951) foi um matemático italiano.
Severini, independentemente de Dmitri Egorov, provou e publicou uma prova do teorema agora conhecido como teorema de Egorov.

## Biografia
Graduado em matemática pela Universidade de Bolonha em 30 de novembro de  1897 com o título de sua tese ("laurea") "Sulla rappresentazione analitica delle funzioni arbitrarie di variabili reali". Após obter seu grau acadêmico, trabalhou em Bolonha como assistente da cátedra de Salvatore Pincherle até 1900. De 1900 a 1906 foi professor sênior ginasial, primeiro lecionando no Instituto de Tecnologia de La Spezia e depois nos liceus de Foggia e Turim. Em 1906 foi professor de cálculo infinitesimal da Universidade de Catânia. Trabalhou em Catânia até 1918, então foi para a Universidade de Gênova, onde permaneceu até aposentar-se em 1942.

## Obra
Foi autor de mais de 60 artigos, principalmente nas áreas de análise real, teoria da aproximação e equações diferenciais parciais, de acordo com Tricomi (1962). Suas contribuições principais pertencem aos seguintes campos da matemática:

### Teoria da aproximação
Nesta área Severini provou uma versão generalizada do teorema de Stone-Weierstrass. Precisamente, estendeu o resultado original de Karl Weierstrass para a classe de funções localmente integráveis limitadas, que é uma classe incluindo funções descontínuas particulares como membros.

### Teoria da medida e integração
Severini provou o teorema de Egorov um ano antes de Dmitri Egorov no artigo (Severini 1910), cujo tema principal é contudo sequências de funções ortogonais e suas propriedades.

### Equações diferenciais parciais
Severini provou um teorema de existência para o problema de Cauchy para a equação hiperbólica em derivadas parciais não-linear de primeira ordem
{\displaystyle \left\{{\begin{array}{lc}{\frac {\partial u}{\partial x}}=f\left(x,y,u,{\frac {\partial u}{\partial y}}\right)&(x,y)\in \mathbb {R} ^{+}\times [a,b]\\u(0,y)=U(y)&y\in [a,b]\Subset \mathbb {R} \end{array}}\right.,}
assumindo que os dados de Cauchy {\displaystyle U} (definidos no intervalo limitado {\displaystyle [a,b]}) e que a função {\displaystyle f} tem derivadas parciais de primeira ordem Lipschitz contínuas, juntamente com o requisito óbvio de que o conjunto {\displaystyle \scriptstyle \{(x,y,z,p)=(0,y,U(y),U^{\prime }(y));y\in [a,b]\}} está contido no domínio de {\displaystyle f}.

### Análise real e trabalhos inconclusos
De acordo com Straneo (1952, p. 99), Severini trabalhou também com os fundamentos da teorias das funções reais. Severini deixou um tratado não publicado e inacabado sobre a teoria de funções reais, cujo título foi planejado ser "Fondamenti dell'analisi nel campo reale e i suoi sviluppi".

## Publicações selecionadas
- Severini, Carlo (1897) [1897-1898], «Sulla rappresentazione analitica delle funzioni reali discontinue di variabile reale», Atti della Reale Accademia delle Scienze di Torino. (em italiano), 33: 1002–1023, JFM 29.0354.02. In the paper "On the analytic representation of discontinuous real functions of a real variable" (English translation of title) Severini extends the Weierstrass approximation theorem to a class of functions which can have particular kind of discontinuities.
- Severini, C. (1910), «Sulle successioni di funzioni ortogonali», Atti dell'Accademia Gioenia, serie 5a, (em italiano), 3 (5): Memoria XIII, 1–7, JFM 41.0475.04. "On sequences of orthogonal functions" (English translation of title) contains Severini's most known result, i.e. the Severini–Egorov theorem.